# Kościół św. Antoniego Padewskiego w Kuźnicy
Kościół św. Antoniego Padewskiego w Kuźnicy – rzymskokatolicki kościół parafialny. Znajdujący się przy ulicy ks. Szynalewskiego w Kuźnicy (gmina Jastarnia) w województwie pomorskim. Należy do dekanatu Morskiego w archidiecezji gdańskiej.

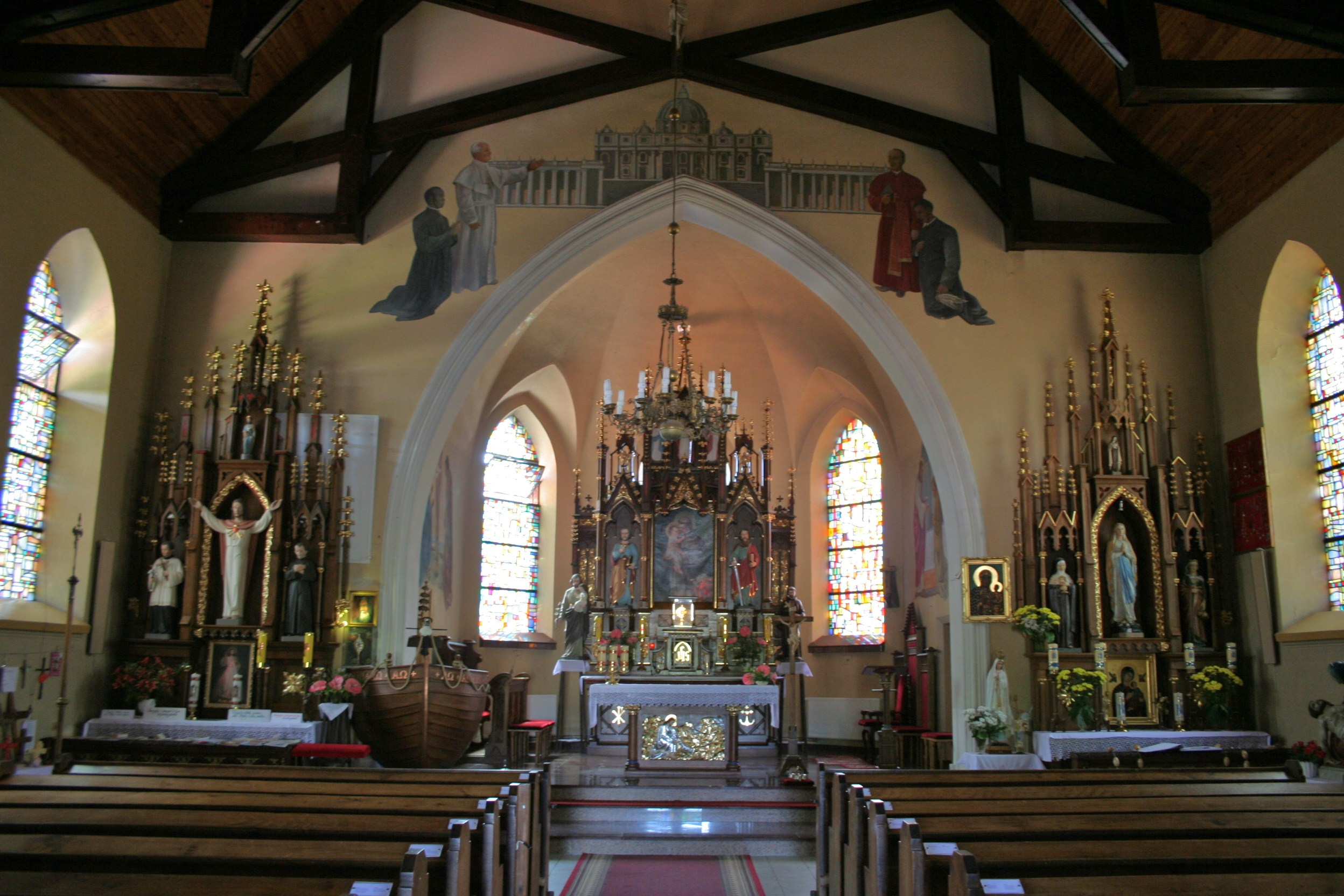
Wnętrze świątyni

Decyzja o budowie świątyni została podjęta przez mieszkańców Kuźnicy w 1931 roku. W tym samym roku rozpoczęto prace budowlane, które zostały zakończone w 1933 roku.
Kościół reprezentuje styl neogotycki. Pod względem wyglądu i wystroju wnętrza budowla podobna jest do kościoła pw. Narodzenia Najświętszej Maryi Panny w Swarzewie. Kościół posiada jedną nawę i skromny wystrój, w oknach znajduje się 9 witraży wykonanych w poznańskiej pracowni Marii Powalisz-Bardońskiej. W świątyni mieści się drewniana ambona imitująca łódź, która została wykonana przez mieszkańca Kuźnicy, Pawła Konkola, świadcząca o rybackim charakterze kościoła. Ściana na lewo od kruchty jest ozdobiona malowidłem przedstawiającym Chrystusa nauczającego z łodzi oraz wizerunkiem Matki Bożej. W centralnym punkcie dębowego ołtarza głównego jest umieszczony obraz patrona św. Antoniego z Padwy trzymającego w swych rękach Dzieciątko Jezus. Obraz został podarowany w dniu poświęcenia świątyni (13 czerwca 1933 roku) przez Bożenę Romanę z Lemańskich Mysłkowską i Józefa Mysłkowskiego, warszawskich letników.